# جمال ولد عباس
جمال ولد عباس. رجل سياسي جزائري، ولد في 24 فبراير 1934 بولاية تلمسان، شغل منصب الأمين العام لحزب جبهة التحرير الوطني الجزائري من 22 أكتوبر 2016 إلى غاية 14 نوفمبر 2018.
عمِل في عدة مناصب سامية:
- وزير الصحة في سنة 2010
- وزير التضامن والتشغيل سنة 2006

## سيرته
تخرج من ألمانيا سنة 11 يوليو 1964 في تخصص أمراض الصدر والحساسية ومكافحة داء السل، عيّن مباشرة بعد الاستقلال مدير للصحة في ولاية تلمسان ثم مسئولا على مكافحة مرض السل في عين تيموشنت.
تقلد عدة مناصب متعلقة بالطب وإختصاصه:
- عضو في مجلس أمناء التجمع الطبي المتوسطي سنة 1984
- نائب أول لرئيس اتحاد الطبي العربي وعضو في المجلس الأعلى لاتحاد الصيادلة العرب ورئيس شرفي للأكاديمية العربية للصيدلة.[3][4]

بعد استقالة عمار سعداني من رئاسة أمانة جبهة التحرير الوطني عين أمينا عاما خلفا له في 22 أكتوبر 2016.
قدّم الأمين العام لجبهة التحرير الوطني الحاكم في الجزائر، جمال ولد عباس استقالته من منصبه في 14 نوفمبر 2018؛ بعد تدهور مفاجئ في صحته، أدى به إلى دخول مستشفى “عين النعجة” العسكري.

## المتابعة القضائية في قضايا فساد
بعد احتجاجات الجزائر 2019، قد بدأ القضاء الجزائري منذ مايو 2019 استدعاء رجال أعمال وشخصيات كانت تشغل مناصب في أعلى هرم السلطة، للتحقيق معهم والاستماع لشهاداتهم، كما قرّر إيداع البعض منهم السجن، إذ يواجه هؤلاء تهماً تتعلق بالاستفادة من امتيازات وقروض كبيرة دون ضمانات، إلى جانب إجراء تحويلات مالية مشبوهة وتهريب أموال من العملة الصعبة نحو الخارج بطرق غير قانونية.
في 25 أفريل 2019، رئيس مجلس الأمة بالنيابة، صالح قوجيل، ترأس اجتماعا لمكتب المجلس تم خلاله النظر في طلب وزير العدل، حافظ الأختام المتعلق ب"تفعيل إجراءات رفع الحصانة البرلمانية عن عضوي مجلس الأمة السعيد بركات وجمال ولد عباس، طبقا لأحكام المادة 127 من الدستور، حتى يتمكن القضاء من ممارسة مهامه الدستورية.
في 9 ماي 2019، إجتمعت لجنة الشؤون القانونية والإدارية وحقوق الإنسان والتنظيم المحلي وتهيئة الإقليم والتقسيم الإقليمي لمجلس الأمة الجزائري استمعت فيه إلى العضوين المعنيين بغرض إعداد تقريرها في الموضوع في جلسة مغلقة" في إطار دراسة طلب وزير العدل حافظ الأختام المتضمن تفعيل إجراءات "رفع الحصانة البرلمانية".
في 29 ماي 2019، لجنة الشؤون القانونية لمجلس الأمة الجزائري، انتهت من إعداد تقريرها النهائي و رفعته لمكتب المجلس للفصل فيه.
في 12 جوان 2019، أودع السعيد بركات وجمال ولد عباس تصريحا مكتوبا لدى مكتب مجلس الأمة الجزائري، تنازلا طوعاً عن حصانتهما البرلمانية، قصد تمكين القضاء من ممارسة مهامه الدستورية.
في 7 جويلية 2019،أمر المستشار المحقق لدى المحكمة العليا ايداع وزير التضامن سابقا جمال ولد عباس الحبس المؤقت بسجن الحراش بتهم تبديد أموال عمومية بدون وجه حق ابارم صفقة مشبوهة و استغلال الوظيفة.
في 1 سبتمبر 2020، مثل جمال ولد عباس أمام محكمة الجنح لسيدي أمحمد كشاهد في قضية بهاء الدين طليبة وشقيقه ضياء الدين طليبة ونجلي جمال ولد عباس “عباس فؤاد الوافي”، و”جمال اعمر اسكندر”، المتابعين بتهم “تبييض الأموال” و”التمويل الخفي للأحزاب” خلال الانتخابات التشريعية الجزائرية 2017 والابتزاز وتلقّي رشوة.
في 16 سبتمبر 2020، وبعد محاكمة دامت 4 أيام كاملة، أدانت محكمة سيدي أمحمد، وزير التضامن والأمين العام لجبهة التحرير الوطني الجزائرية سابقا جمال ولد عباس بـ 8 سنوات حبسا وغرامة مالية تقدر بمليون دينار جزائري، كما وقعت عقوبة 4 سنوات حبسا نافذا وغرامة مالية تقدر بمليون دينار جزائري في حق الوزير الاسبق السعيد بركات، و3 سنوات في حق الأمين العام السابق لوزارة التضامن بوشناق خلادي ومليون غرامة مالية.